# 270P/Герельса
Комета Герельса 4 (270P/Gehrels) — короткопериодическая комета из семейства Юпитера, которая была открыта 1 февраля 1997 года нидерландским астрономом Томом Герельсом в Паломарской обсерватории. Обладает довольно большим периодом обращения вокруг Солнца — чуть более 17,55 года.
- Орбита кометы Герельса 4 и её положение в Солнечной системе

### Сближение с планетами
В течение XIX, XX и XXI века комета испытает сближения с Юпитером и Сатурном, каждое из которых будет сопровождаться серьёзным изменением орбит.
- 0,1949 а. е. (27 млн км) с Юпитером 12 октября 1895 года;
  - уменьшение расстояния перигелия с 4,88 до 4,60 а. е.;
  - уменьшение периода обращения с 26,64 до 20,44 года;
- 0,1105 а. е. (16,5 млн км) с Сатурном 22 июня 1987 года;
  - уменьшение расстояния перигелия с 4,55 до 3,56 а. е.;
  - уменьшение периода обращения с 20,3 до 17,39 года;
- 0,3890 а. е. (58 млн км) с Юпитером 19 февраля 2046 года;
  - увеличение расстояния перигелия с 3,52 до 3,67 а. е.;
  - увеличение периода обращения с 17,14 до 19,13 года;
- 0,5863 а. е. (88 млн км) с Юпитером 19 мая 2072 года;
  - увеличение расстояния перигелия с 3,63 до 3,99 а. е.;
  - увеличение периода обращения с 18,64 до 19,87 года.